# George Carpenter
George Carpenter (26 août 1702 - 12 juillet 1749) est un soldat britannique et membre du Parlement .

## Biographie
Il est le fils unique de George Carpenter (1er baron Carpenter), et d'Alice Caulfield, d'Ocle Pychard, Herefordshire. Il est né à Livers Ocle à Ocle Pychard, à 7 milles au nord-est de Hereford ,,.
Il obtient le grade de cornet en 1704 au service du 1er Régiment de Horse Guards. Il devient capitaine en 1712 et lieutenant-colonel du régiment en 1715 ,. Il est député de Morpeth de 1717 à 1727 élu comme que Whig et de Weobley entre 1741 et 1747 . Il est investi en tant que membre de la Royal Society le 5 juin 1729 .
Il succède à son père dans la baronnie le 10 février 1731. Cette pairie irlandaise lui a permis de rester membre de la Chambre des communes. Le 23 mai 1733, il hérite du domaine de L'Homme (ou Holme) à Dilwyn, Herefordshire de son cousin au second degré, Thomas Carpenter .

## Famille
Le 26 août 1722 à Leyton, Essex il épouse Elizabeth Petty, la seule fille de David Petty et Mary Crokes de Wanstead . Ils ont eu deux enfants:
- George Carpenter (1723-1762), plus tard 3e baron Carpenter, qui est créé comte de Tyrconnell et vicomte de Carlingford en 1761.
- Alicia Maria Carpenter (vers 1726-1 juin 1794) qui épouse le 12 mars 1750 Charles Wyndham (2e comte d'Egremont), député. En 1761, elle est devenue la première dame de la chambre à coucher de la reine Charlotte. Elle épouse ensuite le comte Hans Moritz von Brühl [3].

Il est décédé le 12 juillet 1749 à Grosvenor Square, Londres et est enterré dans un caveau familial à l'église d'Owlesbury. Son testament, daté du 31 décembre 1748, a été homologué le 24 juillet 1749 . Son seul fils survivant George lui succède dans la baronnie et a ensuite été créé comte de Tyrconnell .
La rue Carpenter à Brunswick, en Géorgie, porte le nom de George Carpenter, 2e baron Carpenter, en l'honneur de son rôle en tant que l'un des premiers administrateurs de la colonie de Géorgie .

## Sources
- GE Cokayne; avec Vicary Gibbs, HA Doubleday, Geoffrey H. White, Duncan Warrand et Lord Howard de Walden, éditeurs, The Complete Peerage of England, Scotland, Ireland, Great Britain and the United Kingdom, Extant, Extinct or Dormant, nouvel éd., 13 volumes in 14 (1910–1959; réimpression en 6 volumes, Gloucester, Royaume-Uni: Alan Sutton Publishing, 2000), volume III, pages 46, 54 et 126.
- Peter W. Hammond, éditeur, The Complete Peerage or a History of the House of Lords and All its Members From the Earliest Times, Volume XIV: Addenda & Corrigenda (Stroud, Gloucestershire, Royaume-Uni: Sutton Publishing, 1998), page 151.